# ジャンヌ3世 (ブルゴーニュ女伯)
ジャンヌ3世（Jeanne III, 1308年3月2日 - 1347年8月15日）は、ブルゴーニュ女伯およびアルトワ女伯（2世）（在位：1330年 - 1349年）。フランス王フィリップ5世と王妃であるブルゴーニュ女伯ジャンヌ2世の長女。ジャンヌ・ド・ブルゴーニュ（Jeanne de Bourgogne）、ジャンヌ・ド・フランス（Jeanne de France）とも呼ばれる。

## 生涯
1318年にブルゴーニュ公ウード4世と結婚した。両親の間の男子は全て夭逝していたため、1330年に母が死去するとブルゴーニュ伯およびアルトワ伯を継承した。
ウード4世との間には6人の子供が生まれたが、次男フィリップを除けば死産か早世した。フィリップも両親に先立って死去し、1349年と1350年にジャンヌとウードが相次いで死去した後、2人の孫であるフィリップの同名の息子が相続人となった。しかしこの孫も1361年に早世したため、ジャンヌの妹マルグリットがかつてのジャンヌの所領を相続することになった。